# Churchill Cup 2004
La Churchill Cup 2004, ufficialmente Barclays Churchill Cup 2004 per ragioni di sponsorizzazione, fu la 2ª edizione della Churchill Cup, torneo internazionale di rugby a 15 organizzato annualmente dall'International Rugby Board.
L'edizione si tenne in Canada come quella precedente, dal 12 al 19 giugno, nelle città di Edmonton e Calgary. Dopo la prima edizione, cui parteciparono Inghilterra A, Canada e Stati Uniti, nel 2004 venne invitata la Nuova Zelanda, che venne rappresentata dai New Zealand Māori e dalle Black Ferns.
La formula fu così mutata ad una fase a eliminazione diretta, fra le quattro contendenti, seguita da due finali: quella per il 3º posto, disputata dalle due perdenti degli scontri diretti e quella per il 1º posto, fra le vincitrici delle semifinali.
Come da pronostico, la finale maschile fu tra Inghilterra A e NZ Māori con la vittoria ad appannaggio di quest'ultimi per 26-19.
Anche nel torneo femminile si affermò la nazionale neozelandese, che si aggiudicò il torneo battendo in finale l'Inghilterra col punteggio netto di 38-0. Dopo quest'edizione, il torneo femminile non venne più disputato.

## Squadre partecipanti
| Torneo maschile                                   | Torneo femminile                                     |
| ------------------------------------------------- | ---------------------------------------------------- |
| - Canada - Inghilterra A - NZ Māori - Stati Uniti | - Canada - Inghilterra - Nuova Zelanda - Stati Uniti |

## Torneo maschile
|  | Semifinali    | Semifinali    | Semifinali    |               |          | Finale          | Finale          | Finale          |  |
|  |               |               |               |               |          |                 |                 |                 |  |
|  | Stati Uniti   | Stati Uniti   | 31            |               |          |                 |                 |                 |  |
|  | Stati Uniti   | Stati Uniti   | 31            |               |          |                 |                 |                 |  |
|  | NZ Māori      | NZ Māori      | 69            |               |          |                 |                 |                 |  |
|  | NZ Māori      | NZ Māori      | 69            |               | NZ Māori | NZ Māori        | 26              |                 |  |
|  |               |               |               |               | NZ Māori | NZ Māori        | 26              |                 |  |
|  |               |               | Inghilterra A | Inghilterra A | 19       |                 |                 |                 |  |
|  | Canada        | Canada        | Inghilterra A | Inghilterra A | 19       | 23              |                 |                 |  |
|  | Canada        | Canada        |               |               |          | 23              |                 |                 |  |
|  | Inghilterra A | Inghilterra A | 48            |               |          | Finale 3º posto | Finale 3º posto | Finale 3º posto |  |
|  | Inghilterra A | Inghilterra A | 48            |               |          |                 |                 |                 |  |
|  |               |               |               |               |          |                 |                 |                 |  |
|  |               |               |               |               |          | Canada          | Canada          | 32              |  |
|  |               |               |               |               |          | Canada          | Canada          | 32              |  |
|  |               |               |               |               |          | Stati Uniti     | Stati Uniti     | 29              |  |

### Semifinali
| Calgary 12 giugno 2004, ore 17 UTC-6 | Stati Uniti | 31 – 69 referto                                                                                            | NZ Māori | Calgary Rugby Park (4500 spett.) |
| Petruzzella 10’ Naivalu 20’ Fee 24’, 67’ Tuipulotu 78’ mt 5’ Cashmore 13’, 59’ Wilson 18’, 42’, 44’ Smith 27’, 40+1’ Nicholas 53’ Ralph 61’ MacDonald 70’ Paringatai tr 5’, 27’, 40+1’, 42’, 53’, 61’, 70’ Jackson Hercus 30’, 34’ c.p. |             | |          |                                  |
| |             | |          |                                  |
| Petruzzella 10’ Naivalu 20’ Fee 24’, 67’ Tuipulotu 78’ | mt          | 5’ Cashmore 13’, 59’ Wilson 18’, 42’, 44’ Smith 27’, 40+1’ Nicholas 53’ Ralph 61’ MacDonald 70’ Paringatai |          |                                  |
| | tr          | 5’, 27’, 40+1’, 42’, 53’, 61’, 70’ Jackson                                                                 |          |                                  |
| Hercus 30’, 34’ | c.p.        | |          |                                  |

| Arbitro: | Gary Wise |

|                               |      |                                                                     |
| Fyffe x’ Smith x’ Richmond x’ | mt   | x’, x’ Noon x’, x’ Scarbrough x’ Horak x’ Hazell x’ Vyvyan x’ Cueto |
| Danskin x’                    | tr   | x’, x’ Walder x’, x’ King                                           |
| Danskin x’, x’                | c.p. |                                                                     |

### Finale per il 3º posto
| Arbitro: | Gary Wise |

|                                                 |      |                                                   |
| Cudmore 17’ Fyffe 48’ Williams 55’ Richmond 70’ | mt   | 5’ Naivalu 45’ Waasdorp 61’, 72’ Sika 76’ Emerick |
| Fairhurst 48’, 55’, 70’                         | tr   | 7’, 76’ Hercus                                    |
| Fairhurst 45’, 80’                              | c.p. |                                                   |

### Finale
| Edmonton 19 giugno 2004, ore 16:30 UTC-6                                                                      | NZ Māori | 26 – 19 (d.t.s.) referto | Inghilterra A | Stadio del Commonwealth |
| Jackson x’ Ralph x’ Nicholas x’ Gear x’ mt x’ Noon Jackson x’, x’, x’ tr x’ Walder c.p. x’, x’, x’, x’ Walder |          |                          |               |                         |
| |          |                          |               |                         |
| Jackson x’ Ralph x’ Nicholas x’ Gear x’                                                                       | mt       | x’ Noon                  |               |                         |
| Jackson x’, x’                                                                                                | tr       | x’ Walder                |               |                         |
| | c.p.     | x’, x’ Walder            |               |                         |

## Torneo femminile
|  | Semifinali    | Semifinali    | Semifinali    |               |             | Finale          | Finale          | Finale          |  |
|  |               |               |               |               |             |                 |                 |                 |  |
|  | Canada        | Canada        | 11            |               |             |                 |                 |                 |  |
|  | Canada        | Canada        | 11            |               |             |                 |                 |                 |  |
|  | Inghilterra   | Inghilterra   | 39            |               |             |                 |                 |                 |  |
|  | Inghilterra   | Inghilterra   | 39            |               | Inghilterra | Inghilterra     | 0               |                 |  |
|  |               |               |               |               | Inghilterra | Inghilterra     | 0               |                 |  |
|  |               |               | Nuova Zelanda | Nuova Zelanda | 38          |                 |                 |                 |  |
|  | Nuova Zelanda | Nuova Zelanda | Nuova Zelanda | Nuova Zelanda | 38          | 35              |                 |                 |  |
|  | Nuova Zelanda | Nuova Zelanda |               |               |             | 35              |                 |                 |  |
|  | Stati Uniti   | Stati Uniti   | 0             |               |             | Finale 3º posto | Finale 3º posto | Finale 3º posto |  |
|  | Stati Uniti   | Stati Uniti   | 0             |               |             |                 |                 |                 |  |
|  |               |               |               |               |             |                 |                 |                 |  |
|  |               |               |               |               |             | Canada          | Canada          | 10              |  |
|  |               |               |               |               |             | Canada          | Canada          | 10              |  |
|  |               |               |               |               |             | Stati Uniti     | Stati Uniti     | 29              |  |

### Amichevolewarm up
| Vancouver 8 giugno 2004 | Canada | 5 – 32 referto | Nuova Zelanda | Thunderbird Stadium |

### Semifinali
| Calgary 13 giugno 2004                                                                   | Canada | 11 – 39 referto                     | Inghilterra | Calgary Rugby Park |
| Florence x’ mt x’ Baker x’ Clayton x’ Day x’ Cooke tr x’, x’ Andrew McCallum x’, x’ c.p. |        |                                     |             |                    |
|                                                                                          |        |                                     |             |                    |
| Florence x’                                                                              | mt     | x’ Baker x’ Clayton x’ Day x’ Cooke |             |                    |
|                                                                                          | tr     | x’, x’ Andrew                       |             |                    |
| McCallum x’, x’                                                                          | c.p.   |                                     |             |                    |

| Calgary 13 giugno 2004                                                               | Nuova Zelanda | 35 – 0 referto | Stati Uniti | Calgary Rugby Park |
| Mortimer x’, x’ Lavea x’ Vaaka x’ mt Porter x’, x’ Hull x’ tr Porter x’, x’, x’ c.p. |               |                |             |                    |
|                                                                                      |               |                |             |                    |
| Mortimer x’, x’ Lavea x’ Vaaka x’                                                    | mt            |                |             |                    |
| Porter x’, x’ Hull x’                                                                | tr            |                |             |                    |
| Porter x’, x’                                                                        | c.p.          |                |             |                    |

### Finale per il 3º posto
| Edmonton 19 giugno 2004                                                                     | Canada | 10 – 29 referto                                      | Stati Uniti | Ellerslie Rugby Park |
| Locke x’ Spidell x’ mt x’ English x’ Karvoski x’ Ottens x’ Queen x’ Schnapp tr x’, x’ Aerts |        |                                                      |             |                      |
|                                                                                             |        |                                                      |             |                      |
| Locke x’ Spidell x’                                                                         | mt     | x’ English x’ Karvoski x’ Ottens x’ Queen x’ Schnapp |             |                      |
|                                                                                             | tr     | x’, x’ Aerts                                         |             |                      |

### Finale
| Edmonton 19 giugno 2004                                                           | Inghilterra | 0 – 38 referto                                        | Nuova Zelanda | Ellerslie Rugby Park |
| mt x’ Mortimer x’ Ruscoe x’ Sheck x’, x’ Lene x’ tecnica tr x’, x’, x’, x’ Porter |             |                                                       |               |                      |
|                                                                                   |             |                                                       |               |                      |
|                                                                                   | mt          | x’ Mortimer x’ Ruscoe x’ Sheck x’, x’ Lene x’ tecnica |               |                      |
|                                                                                   | tr          | x’, x’ Porter                                         |               |                      |